# Simon Podrebršek
Simon Podrebršek, slovenski smučarski skakalec, * 8. april 1983.
Podrebršek je bil član kluba SSK Ilirija. V kontinentalnem pokalu je prvič nastopil 6. julija 2002 na tekmi v Velenju in zasedel 44. mesto. Skupno je v kontinentalnem pokalu nastopil šestkrat, najboljšo uvrstitev je dosegel 1. februarja 2003 na tekmi v Braunlageju s 14. mestom. V svetovnem pokalu je v sezoni 2001/02 nastopil na dveh tekmah, 1. decembra 2011 je na posamični tekmi v Titisee-Neustadtu zasedel 48. mesto, 27. januarja 2002 pa je dosegel šesto mesto na ekipni tekmi v Saporu.